# Palmeira (kommun i Brasilien, Paraná, lat -25,44, long -50,08)
Palmeira är en kommun i Brasilien.   Den ligger i delstaten Paraná, i den södra delen av landet, 1 100 km söder om huvudstaden Brasília. Antalet invånare är 32 125.
Följande samhällen finns i Palmeira:
- Palmeira

Omgivningarna runt Palmeira är en mosaik av jordbruksmark och naturlig växtlighet. Runt Palmeira är det ganska glesbefolkat, med 28 invånare per kvadratkilometer.